# Arriba en la cordillera
«Arriba en la cordillera» es una canción del cantante chileno Patricio Manns, grabada y publicada originalmente en 1965 para el álbum Entre mar y cordillera. Fue republicada en 1999 en el álbum del mismo nombre llamado Arriba en la cordillera y en 2015 fue relanzada para un álbum llamado Legado de Trovadores (Arriba en la Cordillera 50 Años). La canción ha sido interpretada por varias bandas y cantantes como Inti-Illimani, Mon Laferte, Los Miserables y Quilapayún.
La canción estrenó un videoclip en octubre de 1972, bajo la dirección de Hugo Arévalo, quien es considerado el padre del videoclip en Chile. Manns compuso la canción en una sola noche, usando como inspiración los recuerdos que tenía de distintos momentos de su vida, donde huyendo de la justicia se escondió en la precordillera de Los Ángeles, y convivió con arrieros en las cercanías el paso cordillerano de Atacalco, en la comuna de Antuco y en la laguna de la Laja.
Considerada una de las canciones más representativas de la Nueva Canción Chilena, Arriba en la cordillera fue elegida como «La mejor canción chilena de todos los tiempos» en el cuadragésimo Festival del Huaso de Olmué, en enero de 2009, superando a otras composiciones como «Te recuerdo Amanda» de Víctor Jara; «Volver a los 17» de Violeta Parra, «La Joya del Pacífico» de Víctor Acosta y «Viva Chile» de Luis Bahamonde.